# 額縁をくぐって物語の中へ
『額縁をくぐって物語の中へ』（がくぶちをくぐってものがたりのなかへ）は、NHK BSプレミアムが2011年4月4日に放送を開始した美術系教養番組である。2011年1月3日から1月7日にBShiで放送された後、4月からシリーズ化された。

## 概要
月曜から金曜の7:15 - 7:30に放送されているが、常に放送されているのではなく、『カシャッと一句!フォト575』（2012年1月終了）と不定期的に交代しながら放送された。2012年4月から月曜から金曜の15:00からの放送になり、内容もそれまで放送したものからのセレクションとなる。
毎回特定の名画を題材として、その名画の世界がCGアニメーションで再現される。案内人（旅人）となる出演者は合成によってそのCGアニメーションの絵の世界に入り込み、絵の中の人物や動物などと会話しつつ、絵にこめられたストーリーや背景、謎、メッセージなどに迫り、名画の新しい楽しみ方を探るという番組である。絵の展開によっては、他局のテレビ番組や映画のBGMが用いられたり、案内人がそれに即した台詞を発したりする。

## 出演
案内人
- ふせえり
- 池田鉄洋

秘書 フレーム（ナレーション）
- 杉本るみ

声の出演
- 懸樋プロダクション

## スタッフ
- アニメーション製作：ホッチカズヒロ、木澤寛文、大橋弘典ほか

## 放送された内容
| 放送日                                  | 取り上げられた名画 | 作者・タイトル                                                             |
| --------------------------------------- | ------------------ | -------------------------------------------------------------------------- |
| 2011年1月3日                            |                    | サンドロ・ボッティチェッリ『春』                                           |
| 2011年1月4日                            |                    | ティツィアーノ・ヴェチェッリオ『ウルビーノのヴィーナス』                   |
| 2011年1月5日                            |                    | ミケランジェロ・メリージ・ダ・カラヴァッジオ『トランプ詐欺師』             |
| 2011年1月6日                            |                    | ミケランジェロ・ブオナローティ『最後の審判』                               |
| 2011年1月7日                            |                    | アメデオ・モディリアーニ『ジャンヌ・エビテルヌ』                           |
| 2011年4月4日                            |                    | エドゥアール・マネ『フォリー・ベルジェールのバー』                         |
| 2011年4月5日                            |                    | ヨハネス・フェルメール『小路』                                             |
| 2011年4月6日                            |                    | ディエゴ・ベラスケス『ラス・メニーナス』                                   |
| 2011年4月7日                            |                    | フィンセント・ファン・ゴッホ『ゴッホの寝室』                               |
| 2011年4月8日 2011年7月4日               |                    | エドワード・ホッパー『ナイトホークス』                                     |
| 2011年4月11日 2011年6月27日             |                    | 歌川広重『大はしあたけの夕立』『浅草金龍山』                               |
| 2011年4月12日 2011年6月28日             |                    | 歌川広重『玉川堤の花』『飛鳥山北の眺望』『四ツ谷内藤新宿』                 |
| 2011年4月13日 2011年6月29日             |                    | 歌川広重『下谷広小路』『市中繁栄七夕祭』『請地秋葉の境内』                 |
| 2011年4月14日 2011年6月30日             |                    | 歌川広重『月の岬』『浅草田甫酉の町詣』                                     |
| 2011年4月15日 2011年7月1日              |                    | 歌川広重『堀江ねこざね』『深川萬年橋』『両国花火』                         |
| 2011年4月18日                           |                    | ジャン＝フランソワ・ミレー『落穂拾い』                                     |
| 2011年4月19日                           |                    | ジャン＝フランソワ・ミレー『晩鐘』                                         |
| 2011年4月20日 2011年7月5日              |                    | ピーテル・ブリューゲル『雪中の狩人』                                       |
| 2011年4月21日                           |                    | ピーテル・ブリューゲル『農家の婚礼』                                       |
| 2011年4月22日                           |                    | レンブラント・ファン・レイン『夜警』                                       |
| 2011年6月6日 2011年11月2日              |                    | フォンテーヌブロー派『ガブリエル・デストレとその妹』                       |
| 2011年6月7日 2011年7月6日               |                    | ピエール＝オーギュスト・ルノワール『ピアノに寄る少女たち』                 |
| 2011年6月8日 2011年7月7日               |                    | ジョン・エヴァレット・ミレー『ハートは切り札』                             |
| 2011年6月9日 2011年11月3日              |                    | ドミニク・アングル『トルコ風呂』                                           |
| 2011年6月10日 2011年11月4日             |                    | エドガー・ドガ『エトワール』                                               |
| 2011年6月13日 - 15日                    |                    | 『源氏物語絵巻』                                                           |
| 2011年6月16日 - 17日                    |                    | 『鳥獣人物戯画』                                                           |
| 2011年6月20日 2011年10月31日            |                    | ヨハネス・フェルメール『合奏』                                             |
| 2011年6月21日 2011年11月1日             |                    | ヨハン・ゾファニー『ウフィツィ美術館のトリブーナ』                         |
| 2011年6月22日                           |                    | モーリス・ドニ『セザンヌ礼賛』                                             |
| 2011年6月23日 2011年7月8日              |                    | ジョルジュ・スーラ『ポーズする女たち』                                     |
| 2011年6月24日                           |                    | ジョルジョ・モランディ『静物』                                             |
| 2011年8月22日                           |                    | ピーテル・ブリューゲル『絞首台の上のかささぎ』                             |
| 2011年8月23日                           |                    | ヨハン・ハインリヒ・フュースリー『夢魔』                                   |
| 2011年8月24日                           |                    | エドヴァルド・ムンク『叫び』                                               |
| 2011年8月25日                           |                    | オディロン・ルドン『キュクロープス』                                       |
| 2011年8月26日                           |                    | ウィリアム・ブレイク『ニュートン』                                         |
| 2011年8月29日 2011年11月7日             |                    | 歌川国芳『相馬の古内裏』                                                   |
| 2011年8月30日 2011年11月8日             |                    | 歌川国芳『源頼光公館土蜘蛛妖怪図』                                         |
| 2011年8月31日 2011年11月9日             |                    | 歌川国芳『東都名所三股の図』                                               |
| 2011年9月1日 2011年11月10日             |                    | 歌川国芳『里すずめねぐらの仮宿』                                           |
| 2011年9月2日 2011年11月11日             |                    | 歌川国芳『猫飼好五十三疋』                                                 |
| 2011年9月5日 2011年12月26日             |                    | ポール・ゴーギャン『イア・オラナ・マリア』                                 |
| 2011年9月6日 2011年12月27日             |                    | ウジェーヌ・ドラクロワ『アルジェの女たち』                                 |
| 2011年9月7日 2011年12月28日             |                    | アンリ・ルソー『夢』                                                       |
| 2011年9月8日 2011年12月29日             |                    | アルノルト・ベックリン『死の島』                                           |
| 2011年9月9日 2011年12月30日             |                    | ジョルジョ・デ・キリコ『通りの神秘と憂愁』                                 |
| 2011年9月12日 2012年1月4日              |                    | 『賤ヶ岳合戦図屏風』                                                       |
| 2011年9月13日                           |                    | フランシスコ・デ・ゴヤ『マドリード、1808年5月3日』                         |
| 2011年9月14日 - 15日 2012年1月5日 - 6日 |                    | 『大坂冬の陣図屏風』                                                       |
| 2011年9月16日                           |                    | ディエゴ・ベラスケス『ブレダの開城』                                       |
| 2011年11月14日 2012年2月20日            |                    | フランシスコ・デ・ゴヤ『裸のマハ』『着衣のマハ』                           |
| 2011年11月15日 2012年2月21日            |                    | フランシスコ・デ・ゴヤ『日傘』                                             |
| 2011年11月16日 2012年2月22日            |                    | フランシスコ・デ・ゴヤ『カルロス4世の家族』                                |
| 2011年11月17日 2012年2月23日            |                    | フランシスコ・デ・ゴヤ『魔女の夜宴』                                       |
| 2011年11月18日 2012年2月24日            |                    | フランシスコ・デ・ゴヤ『恋文、または若い女性たち』                         |
| 2011年11月21日                          |                    | ピエール＝オーギュスト・ルノワール『ムーラン・ド・ラ・ギャレットの舞踏会』 |
| 2011年11月22日                          |                    | クロード・モネ『サン・ラザール駅』                                         |
| 2011年11月23日                          |                    | メアリー・カサット『オペラ座の黒衣の女（オペラ座にて）』                   |
| 2011年11月24日                          |                    | エドガー・ドガ『アブサントを飲む人（カフェにて）』                         |
| 2011年11月25日                          |                    | エドゥアール・マネ『草上の昼食』                                           |
| 2011年11月28日                          |                    | ポンペイの壁画『宴会の場面』                                               |
| 2011年11月29日                          |                    | パオロ・ヴェロネーゼ『カナの婚礼』                                         |
| 2011年11月30日                          |                    | 歌川広重『東都名所高輪廿六夜待遊興の図』                                   |
| 2011年12月1日                           |                    | フアン・サンチェス・コターン『マルメロの実、キャベツ、メロン、胡瓜』       |
| 2011年12月2日                           |                    | クロード・モネ『午餐』                                                     |
| 2012年1月30日                           |                    | ポール・セザンヌ『サント＝ヴィクトワール山』                               |
| 2012年1月31日                           |                    | クロード・ロラン『シバの女王の船出』                                       |
| 2012年2月1日                            |                    | 張択端『清明上河図』                                                       |
| 2012年2月2日                            |                    | 『洛中洛外図屏風 舟木本』                                                  |
| 2012年2月6日                            |                    | グスタフ・クリムト『接吻』                                                 |
| 2012年2月7日                            |                    | グスタフ・クリムト『ベートーヴェン・フリーズ』                             |
| 2012年2月8日                            |                    | フェルナン・クノップフ『記憶』                                             |
| 2012年2月9日                            |                    | エゴン・シーレ『死と乙女』                                                 |
| 2012年2月10日                           |                    | アルフォンス・ミュシャ『ジスモンダ』                                       |
| 2012年2月13日                           |                    | 葛飾北斎『神奈川沖浪裏』                                                   |
| 2012年2月14日                           |                    | 葛飾北斎『駿州江尻』                                                       |
| 2012年2月15日                           |                    | 葛飾北斎『尾州不二見原』『遠江山中』                                       |
| 2012年2月16日                           |                    | 葛飾北斎『諸人登山』                                                       |
| 2012年2月17日                           |                    | 葛飾北斎『富士越龍図』                                                     |
| 2012年2月27日                           |                    | ピーテル・パウル・ルーベンス『キリスト昇架』『キリスト降架』               |
| 2012年2月28日                           |                    | ラファエロ・サンティ『サン・シストの聖母』                                 |
| 2012年2月29日                           |                    | ヒエロニムス・ボス『快楽の園』                                             |
| 2012年3月1日                            |                    | ジョヴァンニ・ベッリーニ『法悦の聖フランチェスコ』                         |
| 2012年3月2日                            |                    | ミケランジェロ・メリージ・ダ・カラヴァッジオ『聖マタイの召命』             |
| 2012年3月5日                            |                    | ジャン・オノレ・フラゴナール『ぶらんこ』                                   |
| 2012年3月6日                            |                    | ハンス・ホルバイン『大使たち』                                             |
| 2012年3月7日                            |                    | ラヴェンナモザイク『皇妃テオドラ』                                         |
| 2012年3月8日                            |                    | 『彦根屏風』                                                               |
| 2012年3月9日                            |                    | ヴィットーレ・カルパッチョ『二人のヴェネツィア婦人』                       |
| 2012年3月12日                           |                    | ウィリアム・ホガース『当世風の結婚』                                       |
| 2012年3月13日                           |                    | 如拙『瓢鮎図』                                                             |
| 2012年3月14日                           |                    | ジョン・エヴァレット・ミレー『オフィーリア』                               |
| 2012年3月15日                           |                    | 『吉備大臣入唐絵巻』                                                       |
| 2012年3月16日                           |                    | ジョルジョーネ『テンペスタ』                                               |
| 2012年3月19日 2012年9月24日             |                    | ヨハネス・フェルメール『真珠の耳飾りの少女』                               |
| 2012年3月20日                           |                    | ヨハネス・フェルメール『デルフト眺望』                                     |
| 2012年3月21日                           |                    | ヨハネス・フェルメール『牛乳を注ぐ女』                                     |
| 2012年3月22日                           |                    | ヨハネス・フェルメール『手紙を書く女と召使い』                             |
| 2012年3月23日                           |                    | ヨハネス・フェルメール『音楽の稽古』                                       |